# 非分熟女
《非分熟女》（英語：The Lady Improper）是一部2019年的香港女性愛情片。由曾翠珊執導，由吳慷仁及蔡卓妍領銜主演，2018年6月開機，2018年7月完成拍攝，2019年4月4日上映。

## 劇情
小敏（蔡卓妍 飾）和青梅竹馬的阿權（吳浩康 飾）結婚五年，但誰也沒想到已婚的她竟然仍是處女。小敏原以為彼此早已接受了這個事實，並會風平浪靜的把生活過下去，然而阿權此時終忍耐不住而離她而去。丈夫沒了的同時，小敏的工作也沒了，她心中的安穩生活徹底被打碎，她回到父親經營的那間快要被淘汰的餐廳裡幫忙。此時，神秘的五星級大廚家豪（吳慷仁 飾）獲聘坐鎮，原因是為了找回....... 家豪有一套獨特的廚藝哲學，他認為烹飪的過程如同性愛，必須經歷前戲、高潮，充滿色香味的刺激；小敏跟舊同學重遇，她現職鋼管舞導師，鋼管舞性感美妙的動作讓小敏不禁羨慕不己...
家豪的美食令餐廳門庭若市，而他的生活態度亦讓小敏窺探出男女之間的奧秘... 小敏嘗試著突破心中固有的枷鎖，邁出讓身體自主的第一步，瘋狂地探索更多未知的自己。但怎樣的人生才是她所期盼的，她並不知道。家豪突然離開後，她決定不再嘗試複製家豪的味道...。另一方面，她決定探索自己，找出生命中更多未知的可能性......

## 演員列表

### 主要演出
| 演員   | 角色     | 角色介紹               |
| 蔡卓妍 | 阮兆敏   | 茶餐廳老闆，又稱小敏。 |
| 吳慷仁 | 家豪     | 茶餐廳新員工           |
| 吳浩康 | 權       | 小敏前夫               |
| 林德信 | 阿謙     | 茶餐廳客人，追求小敏   |
| 葉童   | 蓮姐     | 平哥知己               |
| 劉永   | 平哥     | 小敏之父               |
| 何慕詩 | 性治療師 |                        |
| 太保   | 強叔     |                        |
| 談善言 | 月美     | 小敏舊同學，鋼管舞導師 |
| 岑珈其 | 阿肥     | 茶廳聽伙計             |
| 郭奕芯 | 薑蓉     | 街市賣薑者             |

## 奬項及提名
| 年度   | 颁奖典礼                     | 奖项                 | 姓名   | 结果 |
| ------ | ---------------------------- | -------------------- | ------ | ---- |
| 2019年 | 第二屆MOVIE6全民票選電影大獎 | 最佳女主角           | 蔡卓妍 | 獲獎 |
| 2019年 | 香港電影我撐場民選大獎2019   | 我最撐女主角         | 蔡卓妍 | 獲獎 |
| 2019年 | 第38屆香港電影金像獎         | 最佳女主角           | 蔡卓妍 | 提名 |
| 2019年 | 第14屆大阪亞洲電影節         | 《非分熟女》（香港） | 蔡卓妍 | 提名 |
| 2019年 | 第12屆荷蘭亞洲電影節         | 《非分熟女》（香港） | 蔡卓妍 | 待定 |

## 外部連結
- 香港影庫上《非分熟女》的資料（繁體中文）
- 豆瓣电影上《非分熟女》的資料 （简体中文）
- 时光网上《非分熟女》的資料（简体中文）
- 互联网电影数据库（IMDb）上《非分熟女》的资料（英文）